# Метра
Метра (англ. Metra, код METX) — пригородная железная дорога в метрополитенском ареале Большой Чикаго. Железная дорога включает в себя 241 станций на 11 различных железнодорожных линиях. Это четвёртая по загруженности железнодорожная система пригородного сообщения в Соединённых Штатах и с самой крупной и самой загруженной системой пассажиропотока пригородного железнодорожного сообщения за пределами Нью-Йоркской агломерации. В 2014 году услугами воспользовались 83,4 млн пассажиров, что на 1,3% больше по сравнению с предыдущим годом.
Создание Метра было связано с ожиданием провала пригородной службы, которая принадлежала различным частным железным дорогам в 1970-е годы. Грузовые железнодорожные компании до сих пор работают по некоторым маршрутам; тем не менее, эти операции регламентируются договорными соглашениями об услугах. С момента своего создания Метра вложила более 5 млрд $ в пригородную железнодорожную систему Большого Чикаго.

### Маршруты
Компания Метра работает на 11 линиях, большинство из которых существовало ещё в XIX веке. 4 линии работают по контракту. Линия BNSF управляется компанией BNSF Railway. Три другие «контрактные» линии, которые когда-то отправлялись с Ogilvie Transportation Center (англ., в прошлом — North Western Station, то есть «Северозападный вокзал») управляются компанией Union Pacific Railroad. Остальные семь линий компании Метра управляются Northeast Illinois Regional Commuter Rail Corporation (NIRC, англ.), дочерним предприятием компании Метра.
█ BNSF Railway
Линия BNSF - самый загруженный маршрут Метры. Этот 37,5-мильный (60,4 км) маршрут проходит от вокзала Юнион-Стейшн до города Аврора, штат Иллинойс. В 2018–2019 годах он совершил в среднем 63 000 пассажирских рейсов в будние дни.
█ Коридор Наследия
Наименее посещаемая ветка Метры, Heritage Corridor - это маршрут 37,2-мили (60 км), идущий от Union Station до Joliet, штат Иллинойс, только в часы пик, в пик направление. В 2018-2019 годах он совершил в среднем 2600 пассажирских рейсов в будние дни.
█ Metra Electric District
Самая короткая ветка метро Metra Electric District - это 31,5-мили (51 км) маршрут от Millennium Station до University Park, с ветвями, обслуживающими Blue Island(Голубой остров) и Южный Чикаго. В 2018–2019 годах линия совершила в среднем 28 100 пассажирских рейсов в будние дни.
█ Район Милуоки / Северная линия:
Milwaukee District / North Line - это 49,5-мили (80 км) маршрут от станции Union Station до Fox Lake, штат Иллинойс. В 2018-2019 годах линия совершила в среднем 22 100 пассажирских рейсов в будние дни.
█ North Central Service
North Central Service - это 52,8-мили (85 км) маршрут от Union Station до Antioch, штат Иллинойс. В 2018–2019 годах он совершил в среднем 5600 пассажирских рейсов в будние дни. Он вообще не курсирует по выходным и праздникам. Это единственная линия в системе Metra, у которой нет определенного цвета для недействующей железной дороги, которая действовала на этой линии.
█ Rock Island District
Район Рок-Айленд - это 46,6-мили (75 км) путь к юго-западным и южным пригородам. Линия насчитывает 26 станций на двух ветках от станции LaSalle Street до станции Joliet. Некоторые поезда отходят на местный путь и заканчиваются на станции Вермонт-Стрит / Блю-Айленд на Блю-Айленде. В 2018–2019 годах он совершил в среднем 26 900 пассажирских рейсов в будние дни.
█ SouthWest Service
это 40,8-мили (66 км) маршрут от станции Union до Manhattan, штат Иллинойс, с большинством поездов, заканчивающихся в Орланд Парк. В 2018–2019 годах он совершил в среднем 9600 пассажирских рейсов в будние дни. Он вообще не курсирует по воскресеньям и праздникам.
█  Union Pacific / North Line
Единственная линия Metra Line, идущая за пределами Иллинойса, Union Pacific / North Line - это 51,6-мили (83 км) маршрут от Транспортного центра Огилви до Кеноша, Висконсин, причем большинство поездов заканчивают свой маршрут в Вокеган, штат Иллинойс. В 2018–2019 годах линия совершила в среднем 34 600 пассажирских рейсов в будние дни.
█ Union Pacific / Northwest Line
Самый длинный маршрут Метры, Union Pacific / Northwest Line - это 70,5-мили (110 км) маршрут из Транспортного центра Огилви в Гарвард, штат Иллинойс, с наибольшим количеством поездов, заканчивающих свой маршрут в Кристал Лейк. В будние дни, за исключением праздников, линия также включает ветку 7,59-мили (12 км) от Pingree Road до McHenry. В 2018–2019 годах линия совершила в среднем 40 100 пассажирских рейсов в будние дни.
█ Union Pacific / West Line
Union Pacific / West Line - это 43,6-мили (70 км) маршрут, идущий от Транспортного центра Огилви до Элберн, штат Иллинойс. В 2018–2019 годах на этой линии было в среднем 27 900 пассажирских рейсов в будние дни. Это единственная линия в системе Metra, на которой используется цвет чествования человека , а не недействуещей железной дороги.

## Примечания

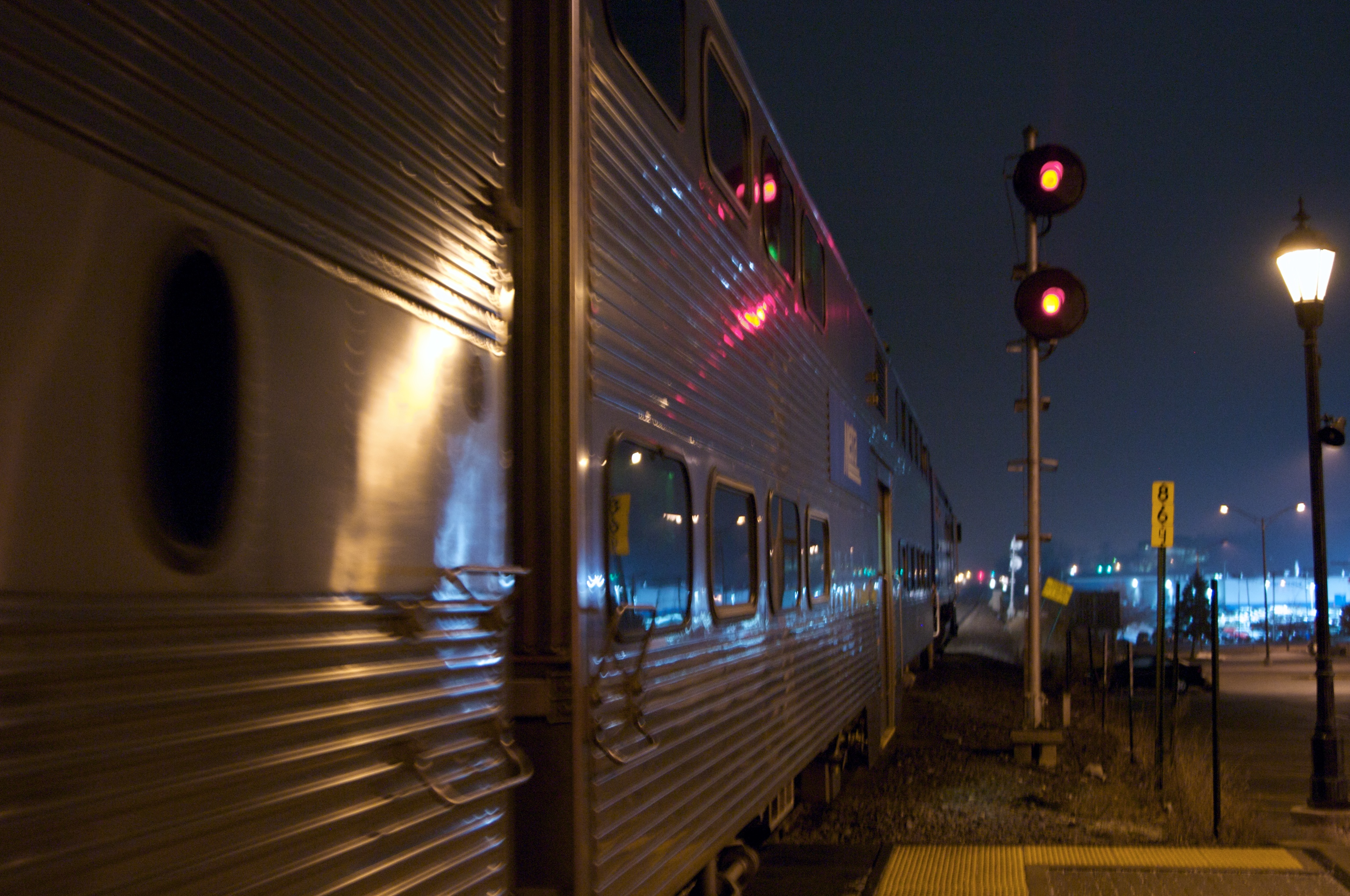
Поезд компании Метра возле станции Россель.
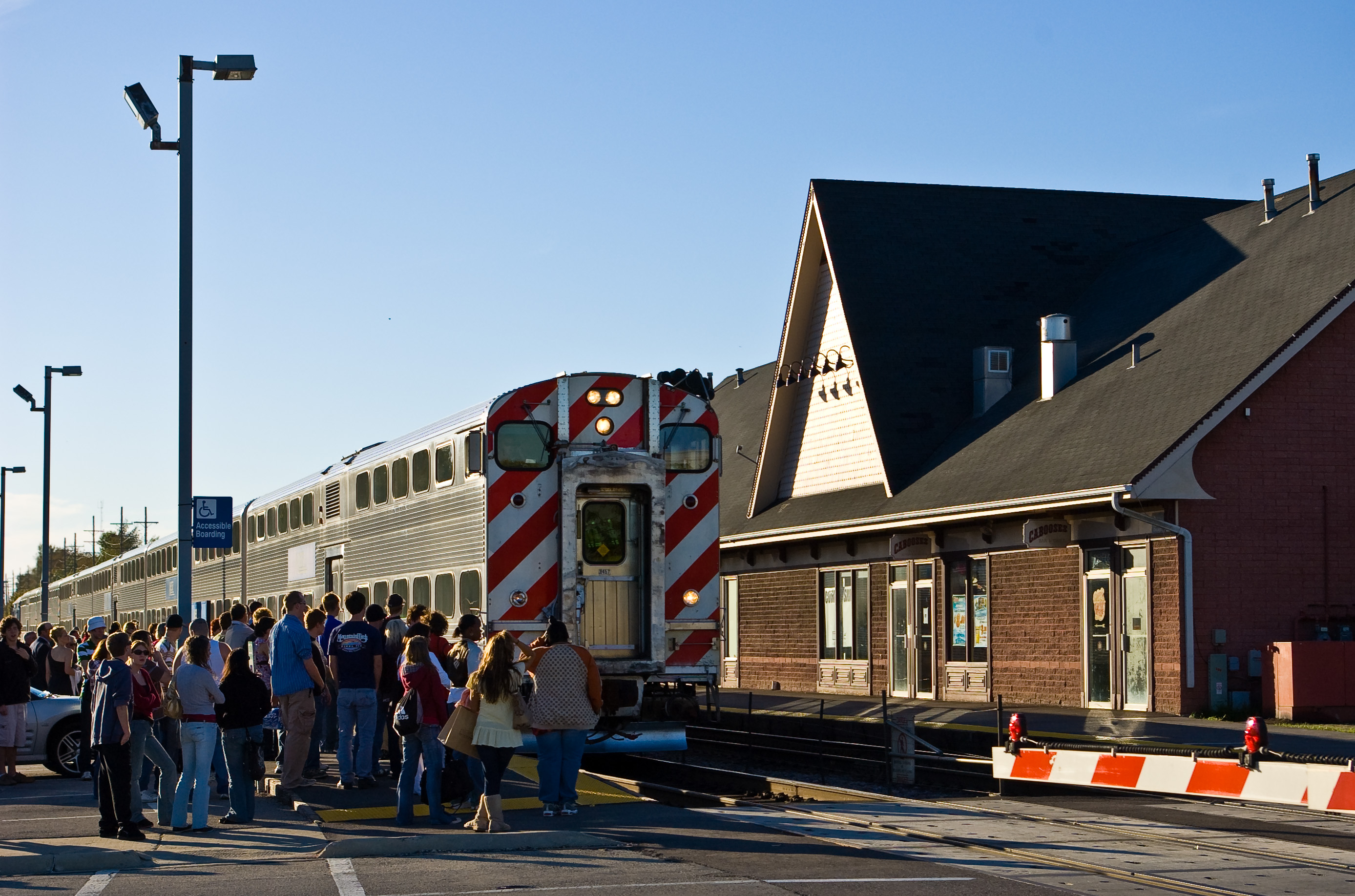
на станции Женева
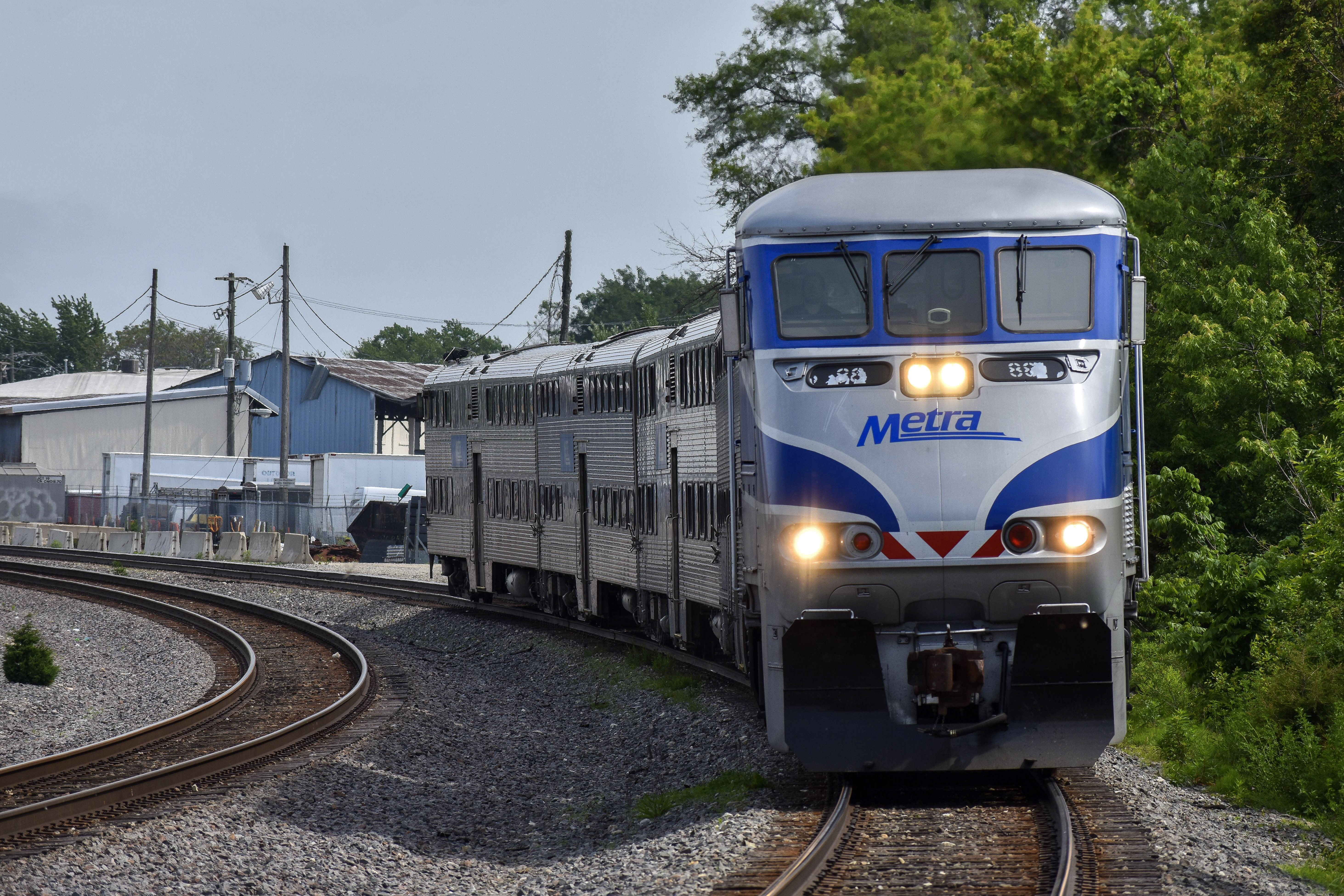
Тепловоз тянет вагоны компании Метра
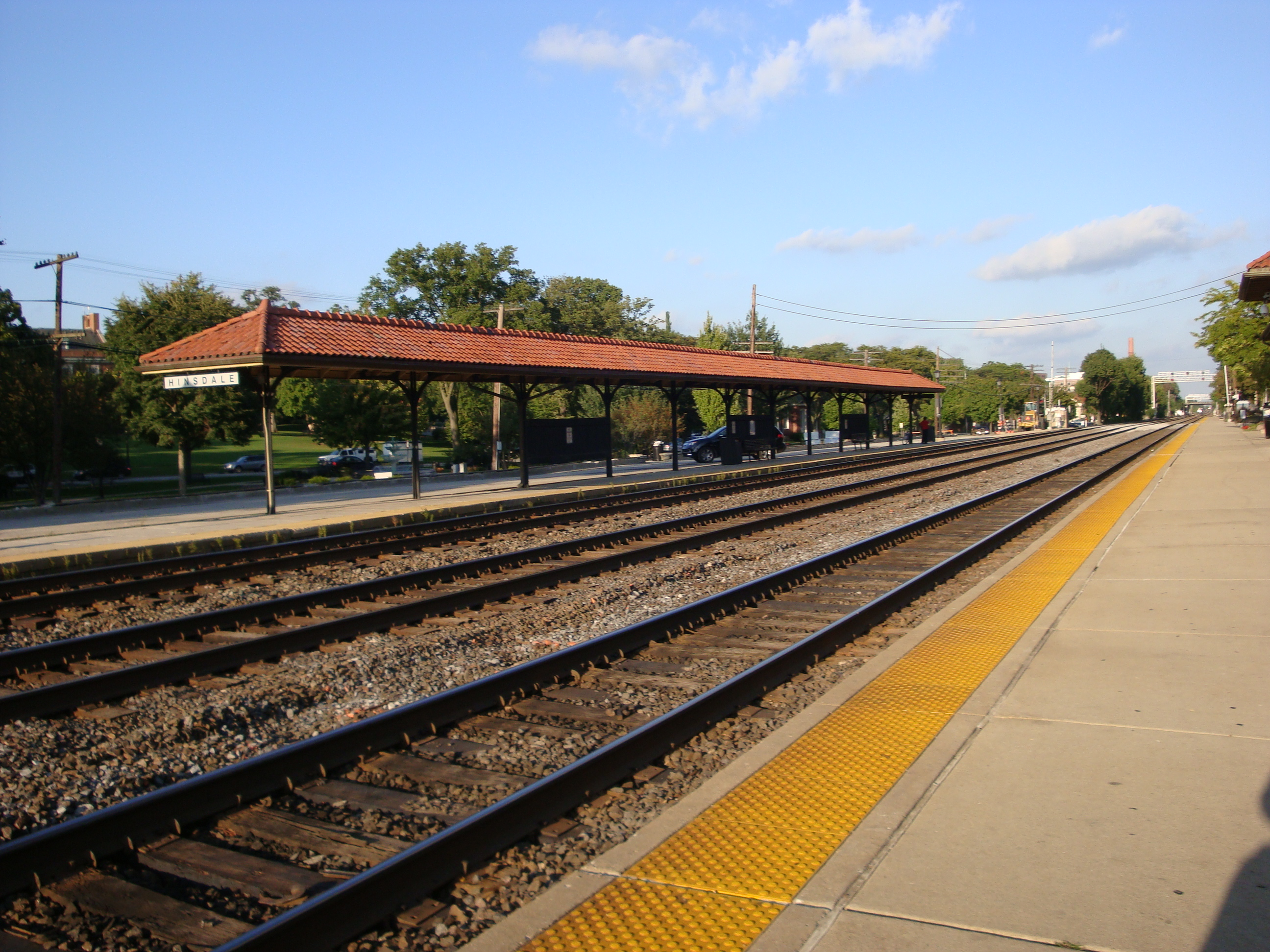
Станция Хинсдейл, вид на противоположную платформу западного направления.
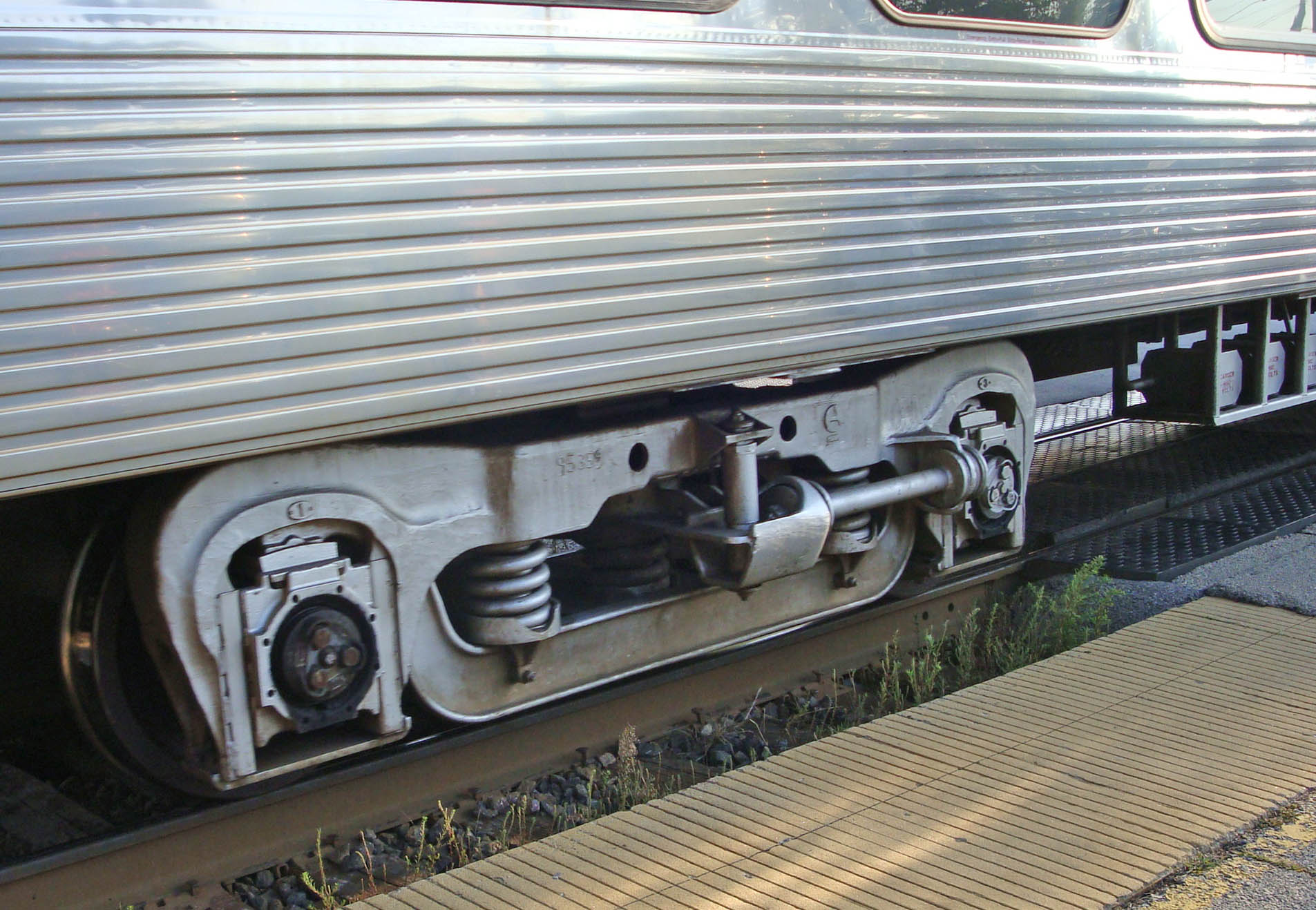
вот такие тележки у двухэтажных вагонов компании МЕТРА
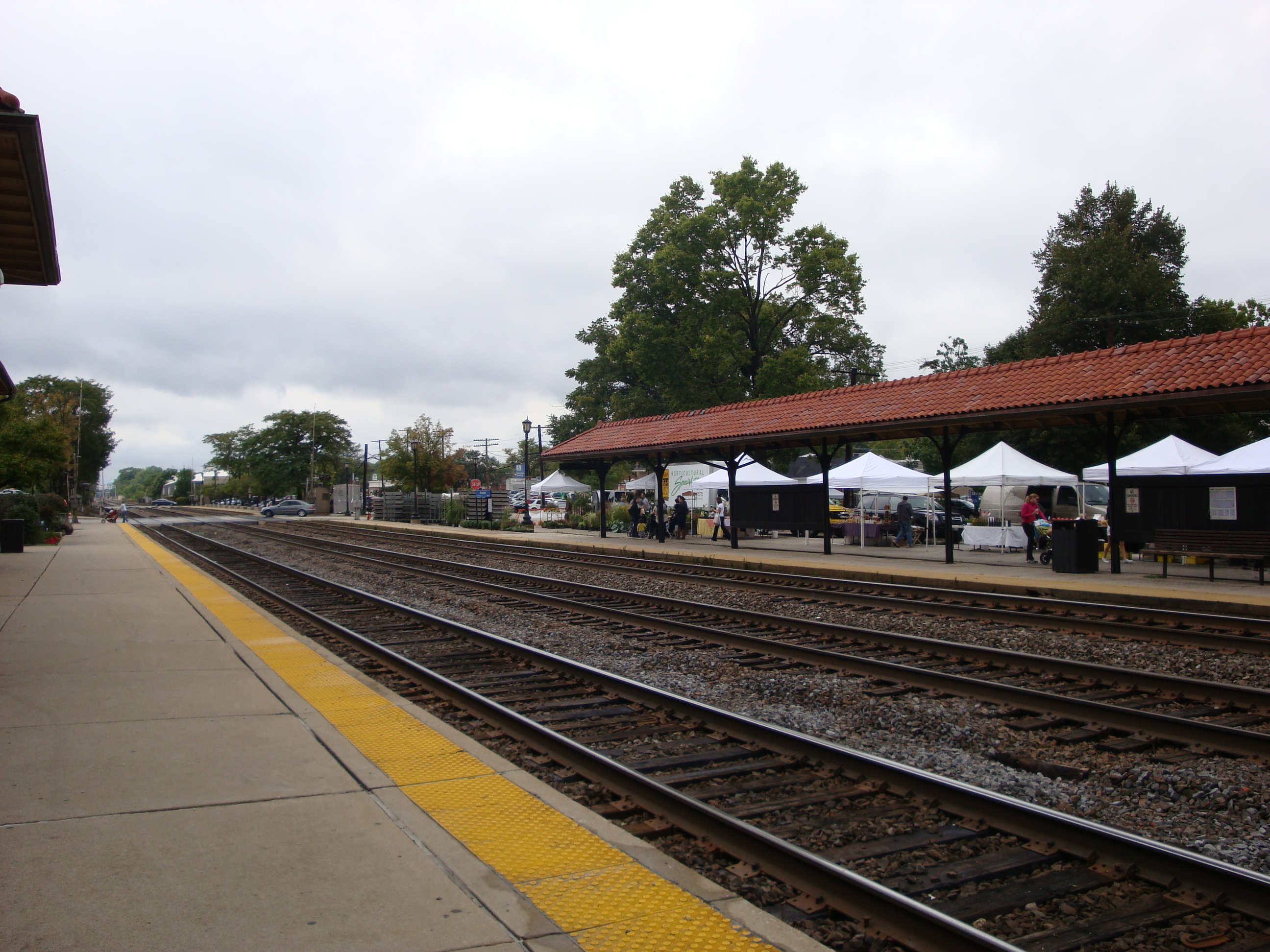
платформы станции Хинсдейл
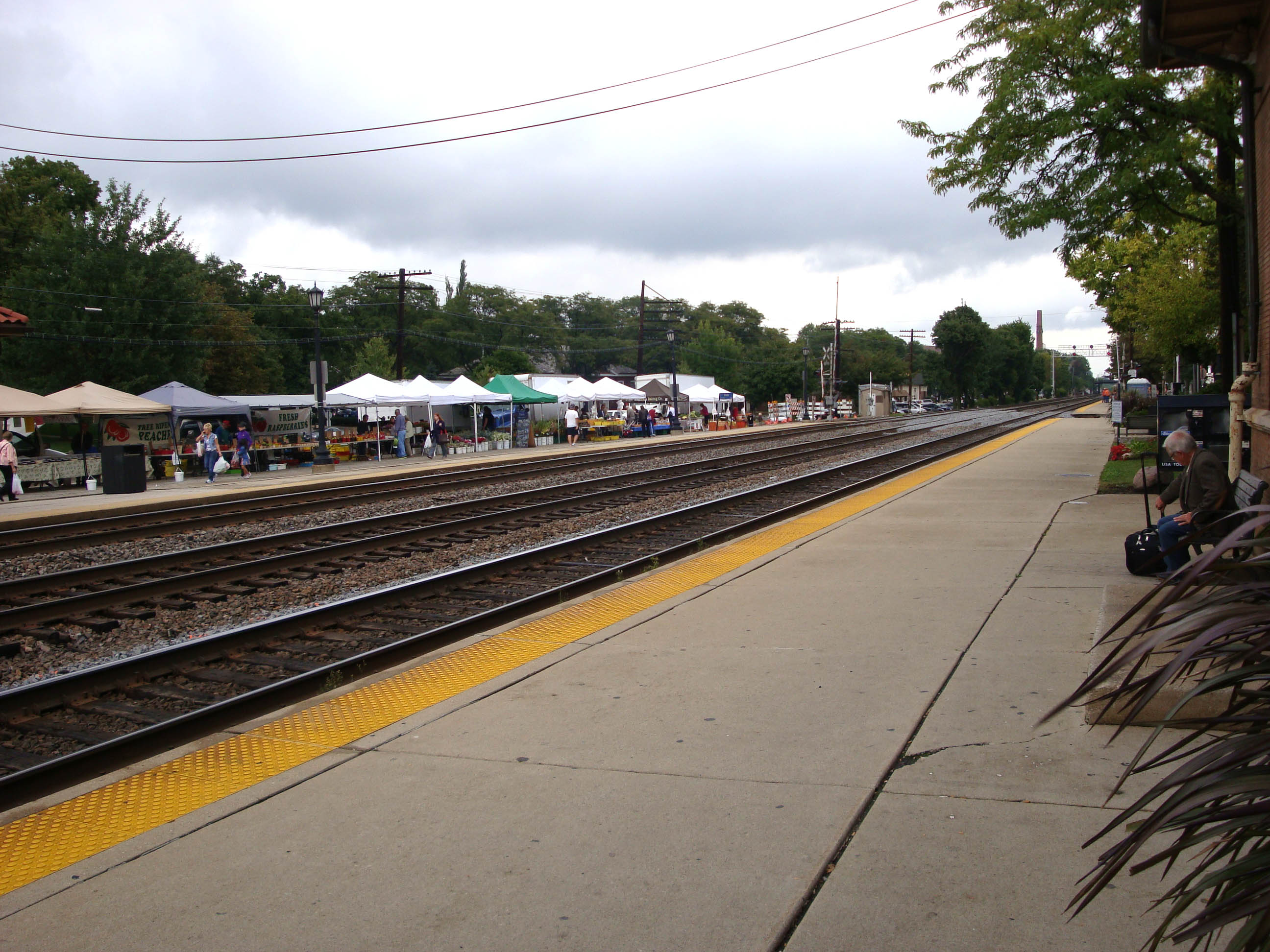
станция Хинсдейл, платформа южного направления, вид в сторону Чикаго
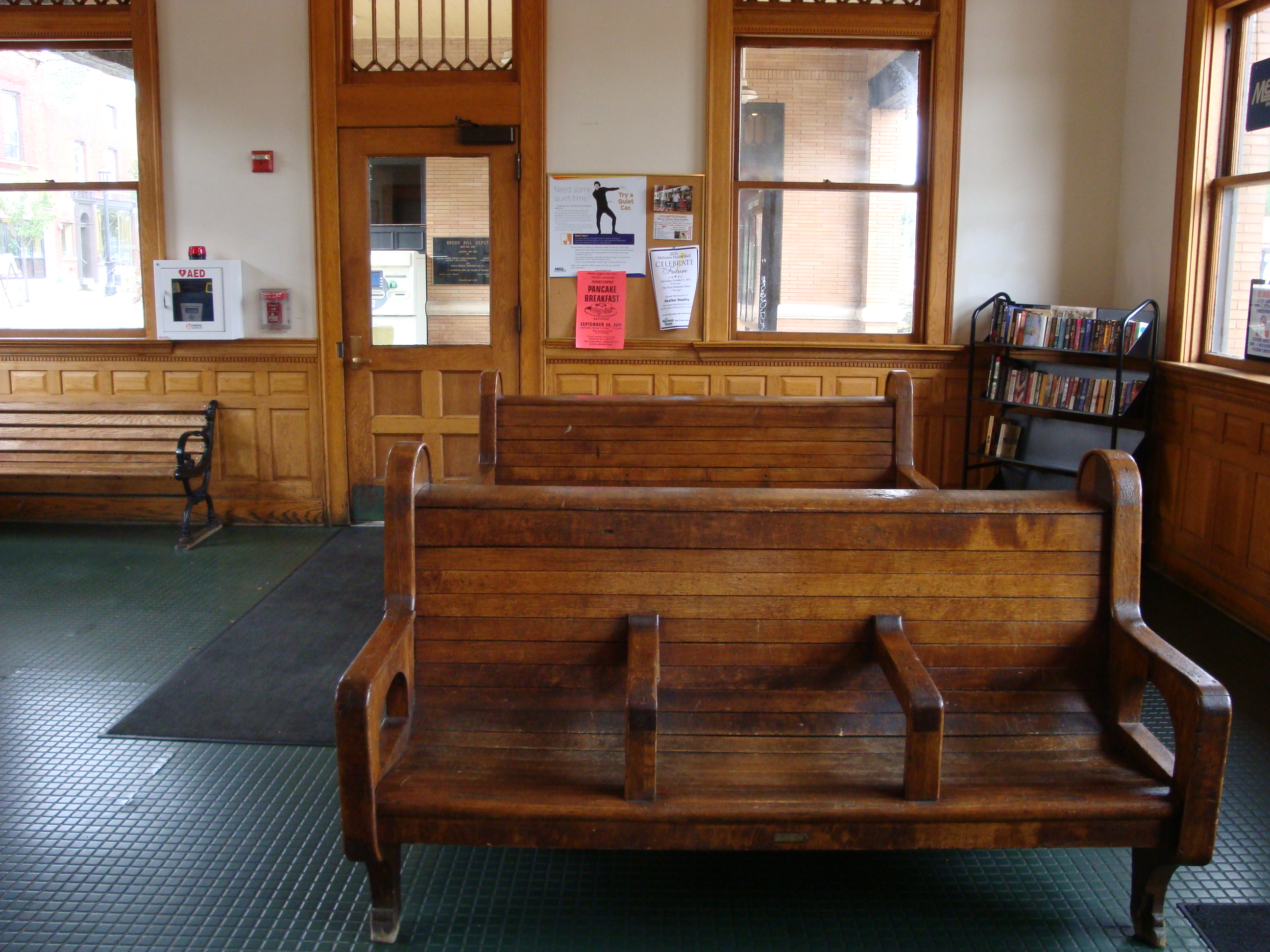
Зал ожидания на станции Хинсдейл.